# Chufuchaf I.
| V10A | Aa1 | G43 | I9 | G43 | V11A | N28 · I9 |

| V10A | Aa1 | G43 | I9 | G43 | V11A | N28 · I9 |

Chufuchaf I. byl egyptský princ a vezír ze 4. dynastie.

## Rodina
Chufuchaf I. byl synem faraona Chufua. Jeho matka mohla být královna Henutsen. Jeho manželka se jmenovala Nefertkau II. a byli spolu pohřbeni v Gíze (dvojité hrobce G 7130-7140).

## Život
Sloužil jako vezír, možná ke konci vlády Chufua nebo za vlády svého bratra Rachefa.

## Hrobka
Chufuchaf I. měl v Gíze dvojitou mastabu (hrobku G 7130-7140) na Východním poli v Gíze. Mastaba G 7130 je přičítána jeho manželce Nefertkau II. a G 7140 patřila Chufuchafovi. Chufuchaf je vyobrazen s královnou Henutsen.
Je uvedeno také několik synů Chufuchafa I. a Nefertkau II. Syn jménem Wetka (nazývaný také Tuka), další syn jménem Iuenka (nebo Iun-ka). Chufuchaf měl také dceru.